# Марк Манлий Вульсон
Марк Манлий Вульсон (лат. Marcus Manlius Vulso; V век до н. э.) — римский политический деятель из патрицианского рода Манлиев, военный трибун с консульской властью 420 года до н. э. Возможно, сын или внук Авла Манлия Вульсона, члена первой коллегии децемвиров.
Коллегами Марка Манлия по должности были Луций Квинкций Цинциннат Младший, Луций Фурий Медуллин и Авл Семпроний Атратин. По данным Тита Ливия, при этих магистратах ничего примечательного не произошло.